# Péter Biros
Pour les articles homonymes, voir Biros (homonymie).
Péter Biros (né le 5 avril 1976 à Miskolc) est un joueur de water-polo hongrois.
Joueur de l'équipe de Hongrie de water-polo masculin , il est champion olympique aux Jeux olympiques d'été de 2000, aux Jeux olympiques d'été de 2004  et aux Jeux olympiques d'été de 2008. Il est sacré champion du monde en 2003.
Il est le porte-drapeau de la Hongrie aux Jeux olympiques d'été de 2012.